# Хаткина, Наталья Викторовна
Наталья Викторовна Хаткина (укр. Наталія Вікторівна Хаткіна; 2 сентября 1956 — 14 августа 2009) — советская и украинская русскоязычная писательница, поэтесса.

## Биография
Родилась в Челябинске 2 сентября 1956 года. Детство Натальи прошло в Узбекистане в городе Каган.
Училась на филологическом факультете Донецкого государственного университета и окончила его в 1978 году, по окончании до 1979 года работала в селе Терны Краснолиманского района Донецкой области учителем русского языка и литературы. С 1979 года в течение двадцати лет работала библиотекарем в Донецкой областной детской библиотеке имени Кирова.
Работала журналистом в газетах «Мелочи жизни» и «Взгляд». С 2001 года была в редколлегии юмористического журнала «Фонтан» (Одесса). С 2003 года была главным редактором детского журнала «Апельсин» (Донецк). Писала стихи и сказки для детей, ироническую прозу. Печаталась в ряде украинских и российских детских и юмористических журналов: «Радуга», «Работница», «Крокодил», «Нева», «Донбасс», «Многоточие», «Арион», «Соты» (Киев), альманахе «Enter 2000».
Сотрудничала с Канaдским изданием «Наша Канада» возглавляя Отдел Высокой поэзии. http://nashacanada.com/editorial_nasha_canada1.htm
Первый сборник стихов «Прикосновение» вышел в 1981 году в издательстве «Донбасс» с предисловием Евгения Евтушенко. В дальнейшем выпустила поэтические сборники «От сердца к сердцу», «Лекарство от любви», «Поэмы», «Птичка Божия».
Составила ряд книг: Энциклопедия для дошкольников. В 2 тт. Донецк, 1994 (совм. с Н. Вадченко); Подари себе праздник. В 2 тт. Донецк, 1996 (совм. с Н. Вадченко); Хрестоматия по зарубежной литературе. В 2 тт. Донецк, 1996 (совм. с Н. Вадченко); Академия вежливых наук профессора Бонуса. Донецк, 1997 (совм. с М. Хаткиной); Когда я стану джентльменом. Донецк, 1997 (совм. с Н. Вадченко).
Умерла 14 августа 2009 года.

## Награды
В 1993 году получила Областную премию имени В. Шутова.

## Память
С 2010 года в память о Наталье Викторовне Хаткиной в Донецке проводится литературный конкурс.